# Euglypta bakeri
Euglypta bakeri är en skalbaggsart som beskrevs av Moser 1925. Euglypta bakeri ingår i släktet Euglypta och familjen Cetoniidae. Inga underarter finns listade i Catalogue of Life.